# تونیسفورث
شهر تونیسفورث (به آلمانی: Tönisvorst) در ایالت نوردراین-وستفالن در کشور آلمان واقع شده‌است.